# Darıca Gençlerbirliği
Darıca Gençlerbirliği ist ein türkischer Fußballverein aus der Kreisstadt Darıca der westtürkischen Provinz Kocaeli und wurde hier 1934 gegründet. Ihre Heimspiele bestreitet die Mannschaft im Darıca İlçe Stadion. Die Vereinsfarben sind gelb-grün. Der Verein spielte die meiste Zeit seiner Zugehörigkeit im türkischen Profifußball in der dritthöchsten türkischen Spielklasse, in der TFF 2. Lig.

## Geschichte

### Gründung und die ersten Jahre
Der Verein wurde 1934 unter der Führung unter dem Namen Darıca Gençlerbirliği Spor Kulübü (zu deutsch: Sportklub Jugendvereinigung Darıca) gegründet. Nach der Vereinsgründung spielte der Verein lange Zeit in den regionalen Ligen.

### Einstieg in den Profifußball und die Drittligajahre
Nachdem zum Sommer 1980 der türkische Profifußball von bisher drei auf lediglich zwei Profiligen reduziert worden war, wurde 1984 auf Direktive des damaligen Staatspräsidenten Turgut Özal die dritthöchste professionelle Fußballliga, die 3. Lig, mit heutigem Namen TFF 2. Lig, wieder eingeführt. Darüber hinaus wurde verkündet, dass man nach Erfüllung bestimmter Auflagen und Bedingungen eine Ligateilnahme beantragen könne. Um die Stadtentwicklung voranzutreiben, bemühten sich mehrere Stadtnotabeln darum, die Auflagen zu erfüllen. Nachdem man die Auflagen erfüllt hatte, bestätigte der türkische Fußballverband die Teilnahme. Darıca Gençlerbirliği gelang nicht die Teilnahme an der 1. Drittligasaison nach der Wiedereinführung der Liga. Erst in der Saison 1986/87 erreichte der Verein die Teilnahme an dieser Liga. Nachdem man hier die ersten beiden Spielzeiten Plätze im oberen Tabellendrittel erreicht hatte, belegte man die nachfolgenden Spielzeiten überwiegend Plätze im unteren Tabellendrittel. Zum Sommer 1994 misslang dann der Klassenerhalt, sodass man nach achtjähriger Drittligazugehörigkeit wieder in die Amateurliga abstieg.

### Rückkehr in die 3. Lig und anschließender Aufstieg in die 2. Lig
Nach dem Abstieg in die Amateurliga, engagierte sich der damals neu gewählte Bürgermeister der Stadt, İbrahim Pehlivan, auch für den Verein. Da er eine Affinität für Fußball besaß und über die nötigen Befugnisse verfügte wurde er schnell zum Vereinspräsidenten gewählt. Binnen kurzer Zeit wurde sowohl in die Infrastruktur des Vereins als auch in die Mannschaft investiert. Als erste Folge dieser Investitionen stieg der Verein zum Sommer 1997 wieder in die dritthöchste Spielklasse, in die 3. Lig, auf. In der ersten Saison nach dem Aufstieg, in der Saison 1997/98, belegte man überraschend den 9. Tabellenplatz. Zudem fügte man dem Erzrivalen Gebzespor wichtige Punktverluste zu und hinderte den Verein am Aufstieg in die 2. Lig. Vor der darauffolgenden Saison wurde erneut in die Mannschaft investiert und mehrere gestandene Spieler eingekauft. Als Folge lieferte man sich über die gesamte Spielzeit mit Gebzespor ein Kopf-an-Kopf-Rennen um die Drittligameisterschaft, welches man mit zwölf Punkten Vorsprung deutlich für sich entschied. Mit diesem Resultat stieg der Verein, dass erste Mal in seiner Vereinsgeschichte in die zweithöchste Spielklasse auf.

### Das erste Zweitligajahr und das Erdbeben von Gölcük
In die 2. Lig aufgestiegen konnte der Verein durch einen außergewöhnlichen Umstand nicht weiter am Ligabetrieb teilnehmen. Am 17. August 1999 ereignete sich in der Türkei das Erdbeben von Gölcük. Das Erdbeben hatte neben einer großen Todesopferanzahl auch zur Folge, dass in den betroffenen Provinzen nahezu die gesamte Infrastruktur beschädigt wurde. Durch diese Umstände konnten die Mannschaften Sakaryaspor, Düzcespor und Darıca Gençlerbirliği, die aus den betroffenen Provinzen kamen, nicht weiter am Spielgeschehen der 2. Lig teilnehmen. Der türkische Fußballverband befreite diese drei Vereine vom weiteren Spielgeschehen und wertete alle restlichen Spiele mit einer 0:3-Niederlage. Die Klubs wurden aber für die kommende Saison in der 2. Lig behalten, sodass statt der üblichen zehn Absteiger diese Saison acht Mannschaften abstiegen.

### Systembedingter Abstieg in die TFF 2. Lig und die nachfolgenden Drittligajahre
Da mit der Saison 2001/02 der türkische Profi-Fußball grundlegenden Änderungen unterzogen werden sollte, wurden bereits in der Spielzeit 2000/01 Vorbereitungen für diese Umstellung unternommen. Bis dahin bestand der Profifußball in der Türkei aus drei Ligen: Der höchsten Spielklasse, der eingleisigen Türkiye 1. Futbol Ligi, der zweitklassigen Türkiye 2. Futbol Ligi mit fünf Staffeln und zwei Etappen und der drittklassigen und achtgleisig gespielten Türkiye 3. Futbol Ligi. Zur Saison 2001/02 wurde der Profifußball auf vier Profiligen erweitert. Während die Türkiye 1. Futbol Ligi unverändert blieb, wurde die Türkiye 2. Futbol Ligi in die nun zweithöchste Spielklasse, die Türkiye 2. Futbol Ligi A Kategorisi (zu dt.: 2. Fußballliga der Kategorie A der Türkei), und die dritthöchste Spielklasse, die Türkiye 2. Futbol Ligi B Kategorisi (zu dt.: 2. Fußballliga der Kategorie B der Türkei), aufgeteilt. Die nachgeordnete Türkiye 3. Futbol Ligi wurde fortan somit die vierthöchste Spielklasse, die TFF 3. Lig. Jene Mannschaften, die in der Zweitligasaison 2000/01 lediglich einen mittleren Tabellenplatz belegten, wurden für die kommende Saison in die neugeschaffene vierthöchste türkische Spielklasse, in die 3. Lig zugewiesen. Darıca Gençlerbirliği, das vom Erdbeben von Gölcük betroffen war, beendete die Saison auf dem 7. Tabellenplatz und musste so systembedingt in die 2. Lig B Kategorisi absteigen.
Bereits in der ersten Saison nach dem Abstieg in die 2. Lig B Kategorisi erreichte der Verein die Playoffs und verpasste hier in letzter Instanz den indirekten Aufstieg in die 2. Lig A Kategorisi. Nachdem man hier die nachfolgenden drei Spielzeiten nur mittlere Tabellenplätze erreicht hatte, schaffte der Klub in der Drittligasaison 2005/06 erneut die Teilnahme an den Playoffs. Dieses Mal scheiterte man im Achtelfinale gegen den Istanbuler Verein Sarıyer SK. In der kommenden Saison beendete man die Liga als Tabellenletzter und stieg in die vierthöchste türkische Spielklasse, in die TFF 3. Lig, ab.

### Wiederaufstieg in die TFF 2. Lig
Nach dem Abstieg in die TFF 3. Lig erreichte der Verein bereits in der ersten Spielzeit die Playoffs. Über die Playoffs gelang dem Verein dann der direkte Wiederaufstieg in die TFF 2. Lig. In diese Liga aufgestiegen, verpasste man den Klassenerhalt, sodass man nach einem Jahr wieder in der TFF 3. Lig spielte.

### Seit 2009
In der Viertligasaison 2009/10 erreichte der Verein zwar die Aufstiegsrunde, beendete diese aber als Tabellenvorletzter. In der nachfolgenden Saison 2010/11 erreichte man zwar das Playoff-Finale der TFF 3. Lig, unterlag hier aber mit 0:1 Altınordu Izmir. Nachdem man die Saison 2011/11 nur auf dem 8. Tabellenplatz beendet hatte, lieferte man sich in der Viertligasaison 2012/13 mit Altınordu Izmir ein Kopf-an-Kopf-Rennen um die Meisterschaft der Liga. Nachdem man in der Meisterschaft hinter Altınordu den zweiten Platz belegt und so den direkten Aufstieg in die Liga verpasst hatte, spielte man in den Playoffs um den indirekten Aufstieg. Hier erreichte man zwar das Finale, unterlag dort aber mit 0:2 Gümüşhanespor.

## Ligazugehörigkeit
- 2. Liga: 1999–2001
- 3. Liga: 1986–1994, 1997–1999, 2001–2007, 2008–2009, 2018–2019
- 4. Liga: 2007–2008, 2009–2018, 2019–
- Amateurliga: bis 1986, 1994–1997

## Bekannte ehemalige Spieler
- Arif Morkaya
- Yusuf Kurtuluş

## Trainer (Auswahl)
- Fahrettin Genç
- Güvenç Kurtar
- Murat Akan
- Müjdat Yalman

## Präsidenten (Auswahl)
- Halil Akbaşoğlu
- Arif Gülen